# Alföldy Géza
Nemesmiliticsi Alföldy Géza (Budapest, 1935. június 7. – Athén, 2011. november 6.) világhírű magyar ókortörténész, a Magyar Tudományos Akadémia külső tagja (1995), a Heidelbergi Egyetem professzor emeritusa.

## Életrajza
Az Eötvös Loránd Tudományegyetem (ELTE) Bölcsészettudományi Kar ókortörténeti és régészeti szakán tanult 1953-tól 1958-ig, majd 1959-ben ugyanitt doktorált. 1957–1960 között a Budapesti Történeti Múzeumban dolgozott, 1960–1965 között az ELTE ókortörténeti tanszékén Marót Károly, majd Hahn István professzor tanársegédje volt.
1965-ben Nyugat-Németországba emigrált. Először a bonni Rheinisches Landesmuseumban  dolgozott 1965-től 1968-ig. 1966-ban habilitált a Bonni Egyetemen, ahol 1968–1970 között egyetemi docensként működött. 1970-ben a bochumi Ruhr Egyetem ókortörténeti tanszékének professzorává választották, 1975-ben pedig kinevezték a Heidelbergi Egyetem ókortörténeti tanszékének tanszékvezető professzorává, ahol egészen 2002-es nyugdíjba vonulásáig tanított. Ezt követően 2005-ig helyettesítő professzorként folytatta oktatói munkásságát. 2003-ban mint történelmi szaktanácsadó vett részt az Augustus  című koprodukciós film forgatásán.
2011. november 6-án, egy athéni tanulmányút közben, az Akropoliszon tett kiránduláson váratlanul összeesett és meghalt. Másnap avatták volna a korfui Jón Egyetem  díszdoktorává.

## Munkássága
Főbb kutatási területei a Római Birodalom története, epigráfiája, római társadalom-, had- és igazgatástörténet, a római provinciák története, a Római Birodalom korának és a kései antikvitás  historiográfiája, római prozopográfia. Nevéhez 30 monográfia és 440 egyéb publikáció fűződik.
Az 1990-es években Magyarország modernkori történelmével is foglalkozott. Epigráfiai kutatásainak keretén belül Alföldy Géza számos országba ellátogatott: Albánia, Algéria, Anglia, Ciprus, Egyiptom, Franciaország, Görögország, Jugoszlávia, Magyarország, Olaszország, Jordánia, Líbia, Portugália, Spanyolország, Törökország és Tunézia. Utazásai során az eredeti, római kori feliratokat tanulmányozta.
Alföldy professzor megbecsült tagja volt a nemzetközi tudományos világnak. Több ókortörténeti kutatóintézetben dolgozott, így például a bonni Német Kutatási Alapban , a Német Régészeti Intézetben , olasz, spanyol és francia ókorkutató intézetekben. Az ókori latin epigráfiai anyagot közreadó Corpus Inscriptionum Latinarum  projektigazgatója volt 1994 és 2007 között, és kezdeményezője volt Pannonia feliratos anyagának újbóli, teljességre törekvő kiadásának (Tituli Aquincenses I–V). Egyebek mellett a princetoni Institute for Advanced Study vendégprofesszora volt 1972 és 1973 közt, de vendégelőadásokat tartott 1986-ban és 2003-ban Rómában, 1991-ben Párizsban, 1991–1993-ban Pécsett, 1993-ban Budapesten és Poznańban, 1997-ben és 1998-ban Barcelonában. Számos nemzetközi tudományos folyóiratnál közreműködött társszerkesztőként, valamint nevéhez fűződik a Heidelberger Althistorische Beiträge und Epigraphische Studien (HABES) című könyvsorozat szerkesztése 1986-tól. 1978-tól tagja volt a Heidelbergi Tudományos Akadémiának .

## Művei
- Bevölkerung und Gesellschaft der römischen Provinz Dalmatien, Akadémiai Kiadó, Budapest, 1965
- Die Legionslegaten der römischen Rheinarmeen..EpStud 3. Graz-Köln 1967.
- Dir Hilfstruppen der römischen Provinz Germania Inferior. EpStud 6. Düsseldorf 1968.
- Die Personennamen in der römischen Provinz Dalmatia. Heidelberg 1969.
- Fasti Hispanienses. Senatorische Reichsbeamten und Offiziere in den spanischen Provinzen des Römischen Reiches von Augustus bis Diocletian. Wiesbaden 1969.
- Flamines provinciae Hispaniae Citerioris. Madrid 1973.
- Noricum. London-Boston 1974.
- Römische Sozialgeschichte. Wiesbaden 1975.
- Die römischen Inschriften von Tarraco. Berlin 1975.
- Konsulat und Senatorenstand unter den Antoninen. Prosopographische Untersuchungen zur senatorischen Führungsschicht. Bonn 1977.
- Römische Statuen in Venetia et Histria. Epigraphische Quellen. Heidelberg 1984.
- Dir römische Gesellschaft. Ausgewählte Beiträge, Habes 1. Stuttgart 1986.
- Römische Heeresgeschichte. Beiträge 1962-1985. Gieben, Amsterdam 1987.
- Römisches Städtewesen auf der neukastilischen Hochebene. Ein Testfall für die Romanisierung. Heidelberg 1987.
- Die Krises des Römischen Reiches. Geschichte, Geschichtsschreibung und Geschichtsbetrachtung. Ausgewählte Beiträge. Stuttgart 1989.
- Die Obelisk auf dem Petersplatz in Rom. Ein historisches Monument der Antike. Heidelberg 1990.
- Studi sull'epigrafia Augustea e Tiberiana di Roma. Roma 1992.
- Corpus inscriptionum Latinarum II. Editio altera, pars XIV. Conventus Tarraconensis, Fasciculus I. Pars meridionalis conventus Tarraconansis. Berolini - Novi Eboraci 1995.
- Corpus inscriptionum Latinarum VI. Inscriptiones Urbis Romae Latinae VIII. Fasciculus alter. Berolini - Novi Eboraci 1996.
- Die Bauinschriften des Aquäduktes von Segovia und des Amphitheaters von Tarraco. Berlin - New York 1997.
- Ungarn 1956. Aufstand, Revolution, Freiheitskampf. Heidelberg 1997.
- Corpus inscriptionum Latinarum VI. Inscriptiones Urbis Romae Latinae VIII. Fasciculus tertius. Berolini - Novi Eboraci MM.
- Das Imperium Romanum - Ein Vorbild für das vereinte Europa? Basel 1999.
- Städte, Elitem und Gesellschaft in der Gallia Cisalpina: Epigraphische-historische Untersuchungen. Stuttgart 1999.
- Provincia Hispania Superior. Heidelberg 2000.
- Corpus inscriptionum Latinarum II. Editio altera, pars XIV. Fasc.II: Colonia Iulia urbs triumphalis Tarraco. Berolini - Novi Eboraci 2011.
- Corpus inscriptionum Latinarum II. Editio altera, pars XIV. Fasc.II: Colonia Iulia urbs triumphalis Tarraco, Berolini - Novi Eboraci 2012.
- Corpus inscriptionum Latinarum II. Editio altera, pars XIV. Fasc.II: Colonis Iulia urbs triumphalis Tarraco (zusammen mit H. Niquet), Berolini 2016.

## Elismerései

### Doktori címei
- Autonóm Egyetem, Barcelona, díszdoktora, 1988.
- Pécsi Tudományegyetem díszdoktora, 1992
- Eötvös Loránd Tudományegyetem, Budapest, díszdoktora, 1992
- Lyoni Egyetem III, díszdoktora, 1996
- Bolognai Egyetem, díszdoktora, 2002
- Babeș–Bolyai Tudományegyetem, Kolozsvár, díszdoktora, 2004
- Debreceni Egyetem, díszdoktora, 2005
- Universitat Rovira i Virgili, Tarragona díszdoktora, 2008

### Egyéb elismerései
- Magyar Régészeti és Művészettörténeti Társaság Kuzsinszky emlékérem, 1965, amit emigrálása miatt csak 1992-ben vehetett át.
- Gottfried Wilhelm Leibniz Díj, a Német Kutatóegyesülettől (Deutsche Forschungsgemeinschaft), 1986.
- A Barcelonai Központi Egyetem emlékérme.
- Max Planck kutatói díj, melyet az Alexander von Humboldt Alapítvány és a Max Planck Társaságtól kapott, Silvio Pancierával közösen 1992-ben. Ebből a díjból alapította meg és szerkesztette a római feliratok nemzetközi adatbázisát, az Epigraphische Datenbank Heidelberg teljességre törekvő gyűjteményét, ami azóta is az epigráfiai kutatók nélkülözhetetlen eszköze.
- Barcelonai d'Estudis Catalans Intézet díja 1997.
- Nagy Imre emlékérem Budapest, 1997.

1997-ben kapott további kitüntetést Segoviában, Rómában, 1998-ban A Coruña – Ferrol egyetemi érmét, 2000-ben La Rioja, Logroño és a Valladolid Egyetemek kitüntetéseit nyerte el. Nyugdíjba vonulásakor megkapta még Németország Érdemkeresztjét (Verdienstkreuz). Végül a Heidelbergi Egyetem tüntette ki 2006-ban az egyetem emlékérmével.

## Emlékezete
- Christian Witschel: A Heidelbergi Egyetem német nyelvű megemlékezése.[13]
- Zs. Visy: Géza Alföldy 1935 – 2011. Acta Arch.Hung. 64, 2013, 183-185.
- Magyar nyelvű megemlékezések.[14][15][16]
- Epigraphiai konferencia Alföldy Géza professzor 77. születésnapja emlékére. ELTE 2012. május 31. – június 1.[17]

## Fordítás
- Ez a szócikk részben vagy egészben  a   Géza Alföldy című angol Wikipédia-szócikk fordításán alapul.  Az eredeti cikk szerkesztőit annak laptörténete sorolja fel. Ez a jelzés csupán a megfogalmazás eredetét és a szerzői jogokat jelzi, nem szolgál a cikkben szereplő információk forrásmegjelöléseként.